# Noiembrie 1998
Acest articol este generat integral pe baza informațiilor din articolul 1998 și este actualizat periodic de un robot.
 Editările făcute în articol vor fi șterse la următoarea actualizare! Dacă doriți să faceți modificări, editați articolul-sursă.

ianuarie -
februarie -
martie -
aprilie -
mai -
iunie -
iulie -
august -
septembrie -
octombrie -
noiembrie -
decembrie
Noiembrie 1998 a fost a unsprezecea lună a anului și a început într-o zi de duminică.

## Evenimente
- 1 noiembrie: Bucureștenii se prezintă din nou la vot pentru a-și alege primarul general, tot cu o prezență scăzută – 34,65%. Rezultatele votului impun desfășurarea a încă unui tur de scrutin. Viorel Lis - 44,6%; Sorin Oprescu - 27%; George Pădure - 20,8%; Alexandru Sassu - 3%; Nicolae Nițu - 1%.[1]
- 3-5 noiembrie: Moștenitorul tronului Marii Britanii, prințul Charles, face o vizită particulară în România, la invitația președintelui Constantinescu.
- 4 noiembrie: La Bruxelles, Comisia Europeană prezintă Parlamentului European primul raport anual individual în legătură cu stadiul de pregătire pentru aderarea la UE a celor 11 state candidate din Europa Centrală și de Est. România oferă cele mai serioase motive de îngrijorare în legătură cu economia, domeniu în care nu s-au înregistrat progrese ci regrese. Dintre cele 4 criterii stabilite de Uniune pentru aderare – politic, economic, adoptarea acquis-ului comunitar, capacitatea administrativă – numai criteriul politic este apreciat drept corespunzător pentru aderare.[1]
- 8 noiembrie: Al doilea tur de scrutin pentru desemnarea primarului general al Capitalei, din nou cu o prezență scăzută – 37,55%. Candidatul CDR, Viorel Lis obține 50,52% din voturi în timp ce candidatul PDSR, Sorin Oprescu obține 49,47% din voturi.
- 16 noiembrie: Este înființat Ziarul Financiar.
- 19 noiembrie: Tabloul lui Vincent van Gogh, Portretul artistului fără barbă este vândut la licitație pentru suma record de 71,5 milioane de dolari.

## Nașteri
- 4 noiembrie: Achraf Hakimi, fotbalist marocan
- 5 noiembrie: Takehiro Tomiyasu, fotbalist japonez
- 11 noiembrie: Liudmila Samsonova, jucătoare de tenis rusă
- 12 noiembrie: Jules Koundé, fotbalist francez
- 14 noiembrie: Sofia Kenin, jucătoare de tenis americană
- 18 noiembrie: Victor Carles, actor francez de film
- 23 noiembrie: Bradley Steven Perry, actor american

## Decese
- 2 noiembrie: Ștefan Pascu, 84 ani, istoric român (n. 1914)
- 5 noiembrie: Momoko Kōchi, 66 ani, actriță japoneză (n. 1932)
- 8 noiembrie: Jean Marais, 84 ani, actor francez de film (n. 1913)
- 10 noiembrie: Jean Leray, 92 ani, matematician francez (n. 1906)
- 13 noiembrie: Valerie Hobson, 81 ani, actriță irlandeză (n. 1917)
- 13 noiembrie: Ilie Văduva, 64 ani, politician român (n. 1934)
- 20 noiembrie: Marian Brandys, 86 ani, scriitor polonez (n. 1912)
- 25 noiembrie: Ion Adamache, 75 ani, inginer român (n. 1923)
- 30 noiembrie: Cecilia Storck Botez, pictoriță română (n. 1914)